# Кононенко Юрій Савич
Кононенко Юрій Савич (15 серпня 1955 — 22 січня 2001) — український підприємець, політик, народний депутат України III скл. Член Народно-демократичної партії.

## Життєпис
1973 — учень токаря на Харківському заводі «Радіодеталь», у 1973—1975 служив в армії, з 1976 працював водієм у Харківській лікарні № 9.
1980—1985 — режисер-адміністратор Українського відділення бюро пропаганди кіномистецтва Союзу кінематографістів СРСР, 1988—1992 — голова кооперативу «Лоск», з 1992 року — президент приватної фірми «Лоск» в Харкові.
1992—1997 — навчався в Харківському автомобільно-дорожньому технічному університеті за спеціальністю «Управління та бізнес на транспорті». За фахом інженер-економіст.
Створив компанію «Лоск», яка включає завод з переробки скла та найбільший в Україні автомобільний ринок у смт. Пісочин.

## Політика
На виборах 1994 року балотувався до Верховної ради, але програв Вікторові Суслову, тодішньому раднику прем’єр-міністра Леоніда Кучми.
1998-го обраний по виборчому округу № 181, Харківська обл. З березня 1998 по квітень 2002 — Народний депутат України, 3-го скликання. Член комітету з питань свободи слова та інформації, член фракції НДП, віце-президент Асоціації платників податків України.

## Смерть
22 січня 2001 року знайдений в своєму офісі з вогнепальним пораненням грудної клітини з власного карабіну «Сайга».
Його тіло було знайдено працівниками компанії в його кабінеті в офісі фірми «Лоск» в селищі Подвірки Дергачівського району Харківської області. Похований 25 січня в Люботині на Харківщині, на похоронах були тодішній голова Харківської ОДА Євген Кушнарьов і народний депутат Володимир Петрович Семиноженко.
За даними прокурора Харківської області Володимира Кривобока, за фактом смерті Кононенка було відкрито кримінальну справу за ч. 2-ї 99-ї статті ККУ «доведення до самогубства». Слідство розглядало ряд версій, в тому числі «нещасний випадок» і «самогубство».
Колега Юрія по фракції, народний депутат Михайло Бродський заявив, що на Кононенка через вихід з фракції «НДП» тиснув Кушнарьов, який тоді був головою Харківської ОДА. Після допиту близько 80 свідків було встановлено, що конфлікт між Кушнарьовим і Кононенко до моменту загибелі був вичерпаний. В червні 2001 року слідчі зробили висновок, що Кононенко загинув від «необережного поводження зі зброєю» і справа щодо «доведення до самогубства» була закрита.

## Сім'я
Дружина Надія, лікарка. Мав трьох дітей. Захоплювався музикою, закінчив музичне училище, грав на гітарі, баяні та акордеоні. Писав пісні, які сам же й виконував.